# Форрест, Джанет
Джа́нет Фо́ррест (англ. Jeanette Forrest) — английская кёрлингистка.
В составе женской сборной Англии участница первого чемпионата мира 1979 (заняли одиннадцатое место) и двух чемпионатов Европы (лучший результат — пятое место в 1977). Двукратная чемпионка Англии среди женщин.
Играла на позиции четвёртого, была скипом команды.

## Достижения
- Чемпионат Англии по кёрлингу среди женщин: золото (1976, 1979).

## Команды
| Сезон   | Четвёртый      | Третий     | Второй        | Первый        | Турниры                       |
| ------- | -------------- | ---------- | ------------- | ------------- | ----------------------------- |
| 1975—76 | Джанет Форрест | Энид Логан | Мэри Эйтчисон | Дороти Шелл   | ЧАЖ 1976                      |
| 1977—78 | Джанет Форрест | Энид Логан | Мэри Эйтчисон | Дороти Шелл   | ЧЕ 1977 (5 место)             |
| 1978—79 | Джанет Форрест | Энид Логан | Мэри Эйтчисон | Дороти Шелл   | ЧАЖ 1979 · ЧМ 1979 (11 место) |
| 1979—80 | Джанет Форрест | Энид Логан | Дороти Шелл   | Мэри Эйтчисон | ЧЕ 1979 (9 место)             |

(скипы выделены полужирным шрифтом)